# Meridiano 128 E
O meridiano 128 E é um meridiano que, partindo do Polo Norte, atravessa o Oceano Ártico, Ásia, Oceano Pacífico, Oceano Índico, Austrália, Oceano Antártico, Antártida e chega ao Polo Sul. Forma um círculo máximo com o Meridiano 52 W.
Começando no Polo Norte, o meridiano 128º Este tem os seguintes cruzamentos:
| País, território ou mar | Notas                                                            |
| ----------------------- | ---------------------------------------------------------------- |
| Oceano Ártico           |                                                                  |
| Mar de Laptev           |                                                                  |
| Rússia                  | Iacútia - Ilhas no delta do rio Lena e continente Oblast de Amur |
| China                   | Heilongjiang Jilin                                               |
| Coreia do Norte         |                                                                  |
| Mar do Japão            |                                                                  |
| Coreia do Norte         |                                                                  |
| Coreia do Sul           | Parte continental e ilhas Changseon e Namhae                     |
| Mar da China Oriental   |                                                                  |
| Japão                   | Ilha Iheyajima                                                   |
| Mar da China Oriental   |                                                                  |
| Japão                   | Ilha Okinawa                                                     |
| Oceano Pacífico         | Mar das Filipinas                                                |
| Indonésia               | Ilha Halmahera                                                   |
| Mar de Halmahera        |                                                                  |
| Indonésia               | Ilha Halmahera                                                   |
| Baía de Kao             |                                                                  |
| Indonésia               | Ilha Halmahera                                                   |
| Mar de Halmahera        |                                                                  |
| Indonésia               | Ilha Halmahera                                                   |
| Mar das Molucas         |                                                                  |
| Indonésia               | Ilha Obira                                                       |
| Mar de Ceram            |                                                                  |
| Indonésia               | Ilhas de Ceram e Amboina                                         |
| Mar de Banda            |                                                                  |
| Indonésia               | Ilha Moa (Ilhas Leti)                                            |
| Mar de Timor            |                                                                  |
| Austrália               | Austrália Ocidental                                              |
| Oceano Índico           |                                                                  |
| Oceano Antártico        |                                                                  |
| Antártida               | Território Antártico Australiano, reivindicado pela Austrália    |